# Neil Armstrong
Neil Armstrong (n. 5 august 1930, Wapakoneta, Ohio, SUA – d. 25 august 2012, Cincinnati, Ohio, SUA) a fost un astronaut american, pilot de încercare și pilot naval, cunoscut ca fiind primul om care  a pășit pe Lună.
Primul său zbor spațial a avut loc în 1966. În aceasta misiune el a executat prima andocare a două nave spațiale, împreună cu pilotul David Scott. Cea de a doua și ultima misiune spațială a lui Armstrong a fost cea de comandant al misiunii de aselenizare Apollo 11 din iulie 1969. În acest faimos "pas uriaș pentru omenire", Armstrong și Buzz Aldrin  au coborât pe suprafața Lunii și  au efectuat o misiune de explorare de două ore și jumătate direct pe suprafața acesteia, în costume lunare, timp în care cel de-al treilea membru al echipajului lor, Michael Collins, se afla în capsulă pe orbită în jurul Lunii. După 21 de ore și jumătate pe suprafața lunară, modulul Eagle a decolat și s-a înscris pe orbita lunară unde s-a cuplat cu modulul de comandă și serviciu pilotat de Collins.

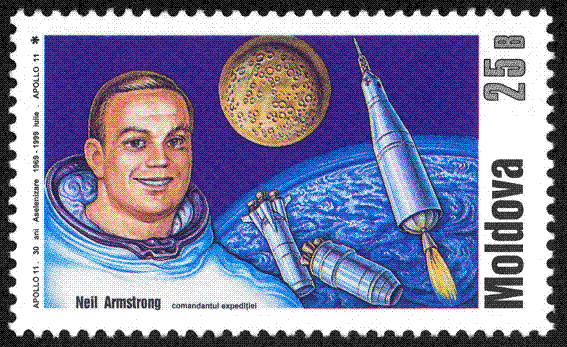
Imaginea lui Neil Armstrong pe o marcă poștală din Republica Moldova

## Formarea profesională
A fost pasionat de zbor de la o vârstă fragedă și a obținut licența de pilot la vârsta de 16 ani. În 1947, Armstrong a început studiile sale în inginerie aeronautică la Universitatea Purdue cu o bursă de la US Navy.
Studiile sale au fost întrerupte în 1949, când a fost chemat să slujească în războiul din Coreea. Armstrong a zburat în 78 de misiuni de luptă în timpul acestui conflict militar. El a părăsit serviciul în 1952, și a revenit la facultate. Câțiva ani mai târziu, Armstrong s-a alăturat Comitetului Național Consultativ pentru Aeronautică (NACA), care mai târziu a devenit Administrația Națională a Aeronauticii și a Administrării Spațiului (NASA). Pentru această agenție guvernamentală a lucrat într-o serie de capacități diferite, inclusiv servind ca pilot de încercare și ca inginer. A testat mai multe aeronave de mare viteză, inclusiv X-15, care putea atinge o viteză maximă de 4.000 de mile pe oră.
La 21 iulie 1969 Neil Armstrong a făcut istorie, devenind primul om care a mers pe Lună.

## Viața
Armstrong s-a născut lângă Wapakoneta, Ohio, la 5 august 1930, fiul Violei Louise (născută Engel) și a lui Stephen Koenig Armstrong. Era de origine germană, scoțiană-irlandeză și scoțiană.  Avea o soră mai mică, June și un frate mai mic, Dean. Tatăl său a fost auditor al guvernului de stat din Ohio , iar familia s-a mutat în mod repetat în stat, locuind în 16 orașe în următorii 14 ani. Dragostea lui Armstrong pentru zbor a crescut în acest timp, după ce a început la vârsta de doi ani, când tatăl său l-a dus la Cleveland Air Races. Când avea cinci sau șase ani, a experimentat primul său zbor cu avionul în Warren, Ohio, când el și tatăl său au făcut o plimbare într-un Ford Trimotor (cunoscut și sub numele de "Tin Goose"). Ultima mutare a familiei a fost în 1944 și i-a dus înapoi la Wapakoneta, unde Armstrong a urmat liceul Blume și a luat lecții de zbor la aerodromul Wapakoneta.  A obținut un certificat de zbor de student la 16 ani, apoi a făcut solo în august, totul înainte de a avea permisul de conducere.  A fost un Boy Scout activ și a obținut rangul de Cercetaș Vultur.  Ca adult, a fost recunoscut de cercetași cu premiul Distinguished Eagle Scout Award și Silver Buffalo Award.  În timp ce zbura spre Lună pe 18 iulie 1969, el și-a trimis salutările participanților la jamboreul Scout Național din Idaho.  Printre puținele obiecte personale pe care le-a dus cu el pe Lună și înapoi s-a aflat și o insignă Scout Mondial. [La vârsta de 17 ani, în 1947, Armstrong a început să studieze ingineria aeronautică la Universitatea Purdue din West Lafayette, Indiana. A fost a doua persoană din familia sa care a urmat facultatea. De asemenea, a fost acceptat la Massachusetts Institute of Technology (MIT), dar a decis să meargă la Purdue după ce a urmărit un meci de fotbal între Purdue Boilermakers și Ohio State Buckeyes pe stadionul Ohio din 1945, în care fundașul Bob DeMoss i-a condus pe Boilermakers la o victorie sănătoasă asupra apreciaților Buckeyes.  Un unchi care a participat la MIT îl sfătuise și el că ar putea primi o educație bună fără a merge până la Cambridge, Massachusetts. Învățământul său universitar a fost plătit conform Planului Holloway. Solicitanții de succes s-au angajat la doi ani de studiu, urmat de doi ani de pregătire în zbor și un an de serviciu ca aviator în marina americană, apoi finalizarea ultimilor doi ani de licență. Armstrong nu a urmat cursuri de știință navală și nici nu s-a alăturat Corpului de pregătire a ofițerilor de rezervă navală.

## Serviciul Naval
Solicitarea lui Armstrong de la Marina a sosit la 26 ianuarie 1949, cerându-i să se prezinte la Naval Air Station Pensacola din Florida pentru antrenament de zbor cu clasa 5-49. După ce a trecut examenele medicale, a devenit militar pe 24 februarie 1949.  Instruirea în zbor a fost efectuată într-un antrenor SNJ din America de Nord, în care a făcut solo la 9 septembrie 1949.  La 2 martie 1950, a aterizat primul său portavion pe USS Cabot, realizare pe care a considerat-o comparabilă cu primul său zbor solo.  Apoi a fost trimis la Naval Air Station Corpus Christi din Texas pentru antrenament pe Grumman F8F Bearcat, culminând cu un transportor care ateriza pe USS Wright. La 16 august 1950, Armstrong a fost informat printr-o scrisoare că este un aviator naval complet calificat. Mama și sora lui au participat la ceremonia de absolvire la 23 august 1950. Armstrong a fost repartizat în Flota Aircraft Service Squadron 7 (FASRON 7) la NAS San Diego (acum cunoscută sub numele de NAS North Island). La 27 noiembrie 1950, a fost repartizat la VF-51, o escadronă cu toate avioanele, devenind cel mai tânăr ofițer al acesteia, și a efectuat primul său zbor într-un avion, un Grumman F9F Panther, la 5 ianuarie 1951. A fost promovat la pavilion pe 5 iunie 1951 și a aterizat primul său transportator cu jet de avion pe USS Essex două zile mai târziu. La 28 iunie 1951, Essex pornise spre Coreea, cu VF-51 la bord pentru a acționa ca avioane de atac la sol. VF-51 a zburat înainte spre Naval Air Station Barbers Point din Hawaii, unde a organizat antrenamente de bombardiere de vânătoare înainte de a se alătura navei la sfârșitul lunii iulie. La 29 august 1951, Armstrong a văzut acțiunea în războiul coreean ca o escortă pentru un avion de recunoaștere foto peste Songjin Cinci zile mai târziu, pe 3 septembrie, a zburat cu recunoaștere armată peste facilitățile principale de transport și depozitare la sud de satul Majon-ni, la vest de Wonsan. Potrivit lui Armstrong, el făcea un bombardament cu o viteză de 560 km / h atunci când a fost rupt 6 picioare (1,8 m) de aripă după ce s-a ciocnit cu un cablu care a fost strâns peste dealuri ca o capcană. Zbura la 500 de picioare (150 m) deasupra solului când a lovit-o. În timp ce în zonă s-a produs un puternic foc antiaerian, niciunul nu a lovit aeronava lui Armstrong. Un raport inițial către ofițerul comandant din Essex spunea că Pantera F9F a lui Armstrong a fost lovită de focul antiaerian. Raportul indica faptul că încerca să-și recâștige controlul și s-a ciocnit cu un stâlp, care a despărțit 0,61 m de aripa dreaptă a Panterei. Alte perversiuni ale povestirii de către diferiți autori au adăugat că el se afla la doar 6,1 m de sol și că 3 picioare (0,91 m) de aripă a fost tăiată.
Armstrong a zburat cu avionul înapoi pe un teritoriu prietenos, dar datorită pierderii eleronului, ejecția a fost singura sa opțiune sigură. El intenționa să scoată apă și să aștepte salvarea de către elicopterele marinei, dar parașuta lui a fost respinsă pe uscat. Un jeep condus de un coleg de cameră de la școala de zbor l-a ridicat; nu se știe ce s-a întâmplat cu epava avionului său, F9F-2 BuNo 125122. În total, Armstrong a zburat 78 de misiuni deasupra Coreei pentru un total de 121 de ore în aer, o treime dintre ele în ianuarie 1952, cu misiunea finală la 5 martie 1952. Din 492 de militari americani uciși în războiul coreean, 27 din ei erau din Essex în această croazieră de război. Armstrong a primit Medalia Aeriană pentru 20 de misiuni de luptă, două stele de aur pentru următoarele 40, Medalia Serviciului Coreean și Steaua Angajamentului, Medalia Serviciului Național de Apărare și Medalia Națiunilor Unite Coreea.Comisionul regulat al lui Armstrong a fost încheiat la 25 februarie 1952 și a devenit un steag în Rezerva Marinei Statelor Unite. La finalizarea turneului său de luptă cu Essex, a fost repartizat într-o escadronă de transport, VR-32, în mai 1952. A fost eliberat din serviciul activ la 23 august 1952, dar a rămas în rezervă și a fost avansat la locotenent (junior grad) la 9 mai 1953.  În calitate de rezervist, a continuat să zboare, cu VF-724 la Naval Air Station Glenview din Illinois, apoi, după ce s-a mutat în California, cu VF-773 la Naval Air Station Los Alamitos. El a rămas în rezervă timp de opt ani, înainte de a demisiona din funcție pe 21 octombrie 1960.

## Cariera de Astronaut
În iunie 1958, Armstrong a fost selectat pentru programul Man In Space Soon de la Forțele Aeriene ale SUA, dar Agenția pentru Proiecte de Cercetare Avansată (ARPA) și-a anulat finanțarea la 1 august 1958 și la 5 noiembrie 1958 a fost înlocuită de Project Mercury, un proiect civil condus de NASA. În calitate de pilot civil de testare al NASA, Armstrong nu era eligibil să devină unul dintre astronauții săi în acest moment, deoarece selecția era limitată la piloții militari de testare.  În noiembrie 1960, a fost ales ca parte a grupului de consultanți pilot pentru X-20 Dyna-Soar, un avion spațial militar în curs de dezvoltare de către Boeing pentru Forțele Aeriene ale SUA, iar pe 15 martie 1962, a fost selectat de SUA Air Force ca unul dintre cei șapte ingineri-pilot care ar zbura X-20 când va coborî de pe placa de proiectare. În aprilie 1962, NASA a anunțat că se caută aplicații pentru al doilea grup de astronauți NASA pentru Proiectul Gemeni, o navă spațială propusă de doi oameni. De această dată, selecția a fost deschisă piloților de testare civili calificați.  Armstrong a vizitat Târgul Mondial din Seattle în mai 1962 și a participat acolo la o conferință despre explorarea spațiului care a fost co-sponsorizată de NASA. După ce s-a întors de la Seattle pe 4 iunie, a aplicat pentru a deveni astronaut. Cererea sa a sosit după o săptămână după data limită de 1 iunie 1962, dar Dick Day, un expert în simulatoare de zbor cu care Armstrong a lucrat îndeaproape la Edwards, a văzut sosirea târzie a aplicației și a strecurat-o în grămadă înainte ca cineva să observe.  La baza forțelor aeriene Brooks, la sfârșitul lunii iunie, Armstrong a fost supus unui examen medical pe care mulți dintre reclamanți l-au descris ca fiind dureros și uneori aparent inutil.Directorul de operațiuni al echipajului de zbor al NASA, Deke Slayton, l-a sunat pe Armstrong pe 13 septembrie 1962 și l-a întrebat dacă ar fi interesat să se alăture corpului astronauților NASA ca parte a ceea ce presa a numit „noile nouă”; fără ezitare, Armstrong a spus da. Selecțiile au fost ținute secrete până la trei zile mai târziu, deși rapoartele ziarelor au circulat încă de la începutul acelui an că el va fi ales ca „primul astronaut civil”.  Armstrong a fost unul dintre cei doi piloți civili selectați pentru acest grup;  celălalt a fost Elliot See, un alt fost aviator naval. NASA a anunțat selectarea celui de-al doilea grup într-o conferință de presă din 17 septembrie 1962. Comparativ cu astronauții Mercury Seven, aceștia erau mai tineri  și aveau acreditări academice mai impresionante.

### Programul Gemini

#### Gemini 5
La 8 februarie 1965, Armstrong și Elliot See au fost anunțați ca echipaj de rezervă pentru Gemini 5, cu Armstrong ca comandant, sprijinind echipajul principal al lui Gordon Cooper și Pete Conrad.  Scopul misiunii era de a practica întâlnirea spațială și de a dezvolta proceduri și echipamente pentru un zbor de șapte zile, toate acestea fiind necesare pentru o misiune pe Lună. Cu alte două zboruri (Gemenii 3 și Gemenii 4) în pregătire, șase echipaje se întreceau pentru timpul simulatorului, așa că Gemenii 5 au fost amânate. În cele din urmă, a dispărut pe 21 august. Armstrong și See au urmărit lansarea la Cape Kennedy, apoi au zburat la Manned Spacecraft Center (MSC) din Houston.  Misiunea a avut, în general, succes, în ciuda unei probleme cu celulele de combustibil care a împiedicat întâlnirea. Cooper și Conrad au practicat o „întâlnire fantomă”, efectuând manevra fără țintă.

##### Gemini 8
Atribuțiile echipajului pentru Gemini 8 au fost anunțate pe 20 septembrie 1965. În cadrul sistemului normal de rotație, echipajul de rezervă pentru o misiune a devenit echipajul principal pentru a treia misiune după, dar Slayton l-a desemnat pe David Scott ca pilot al Gemini 8.  Scott a fost primul membru al celui de-al treilea grup de astronauți, a cărui selecție a fost anunțată la 18 octombrie 1963, pentru a primi o misiune de echipaj principal. See a fost desemnat să comande Gemenii 9. De acum înainte, fiecare misiune Gemeni a fost comandată de un membru al grupului Armstrong, cu un membru al grupului lui Scott ca pilot. Conrad va fi de rezervă Armstrong de data aceasta, iar Richard F. Gordon Jr. pilotul său. Armstrong a devenit primul civil american din spațiu. (Valentina Tereshkova din Uniunea Sovietică devenise prima civilă - și prima femeie - cu aproape trei ani mai devreme la bordul Vostok 6 când a fost lansată la 16 iunie 1963. Armstrong ar fi, de asemenea, ultimul grup al său care a zburat în spațiu , deoarece See a murit într-un accident T-38 la 28 februarie 1966, care a luat și viața colegului său de echipă Charles Bassett. Aceștia au fost înlocuiți de echipajul de rezervă al lui Tom Stafford și Gene Cernan, în timp ce Jim Lovell și Buzz Aldrin s-au mutat din echipajul de rezervă al Gemenilor 10 pentru a deveni copie de rezervă pentru Gemeni 9,și în cele din urmă ar zbura Gemeni 12. Gemini 8 a fost lansat pe 16 martie 1966. A fost cea mai complexă misiune de până acum, cu întâlnire și andocare cu un vehicul țintă Agena fără echipaj și a doua plimbare spațială americană (EVA) planificată de Scott. Misiunea era planificată să dureze 75 de ore și 55 de orbite. După ce Agena a decolat la 10:00:00 EST,  racheta Titan II care transporta Armstrong și Scott s-a aprins la 11:41:02 EST, punându-i pe o orbită de unde au urmărit Agena.  Au realizat primul andocare vreodată între două nave spațiale. Contactul cu echipajul a fost intermitent din cauza lipsei stațiilor de urmărire care să acopere întreaga lor orbită. În timp ce se afla în afara contactului cu solul, nava spațială andocată a început să se rostogolească, iar Armstrong a încercat să corecteze acest lucru cu sistemul de atitudine și manevră al orbitei Gemenilor (OAMS). Urmând sfaturile anterioare ale Controlului misiunii, s-au descuiat, dar rolul a crescut dramatic până când s-au transformat o dată pe secundă, indicând o problemă cu controlul atitudinii Gemenilor. Armstrong a angajat sistemul de control al reintrării (RCS) și a oprit OAMS. Regulile misiunii impuneau că, odată ce acest sistem a fost pornit, nava spațială a trebuit să se reintroducă cu următoarea ocazie posibilă. S-a crezut mai târziu că cablurile deteriorate au făcut ca unul dintre propulsoare să rămână în poziția de pornire.
Câțiva oameni din Biroul de astronauți, inclusiv Walter Cunningham, au simțit că Armstrong și Scott „și-au bătut prima misiune”.  S-au speculat că Armstrong ar fi putut salva misiunea dacă ar fi activat doar unul dintre cele două inele RCS, salvându-l pe celălalt pentru obiectivele misiunii. Aceste critici au fost nefondate; nu au fost scrise proceduri de defecțiune și a fost posibilă pornirea numai a ambelor inele RCS, nu una sau alta.  Gene Kranz a scris: „Echipajul a reacționat pe măsură ce au fost instruiți și au reacționat greșit pentru că noi i-am antrenat greșit”. Planificatorii și controlorii misiunii nu reușiseră să-și dea seama că atunci când două nave spațiale au fost andocate, acestea trebuie considerate o singură navă spațială. Kranz a considerat aceasta cea mai importantă lecție a misiunii.  Armstrong a fost deprimat că misiunea a fost întreruptă,  anulând majoritatea obiectivelor misiunii și răpindu-i lui Scott EVA. Agena a fost ulterior reutilizată ca țintă de andocare de către Gemeni 10. Armstrong și Scott au primit Medalia Serviciului Excepțional al NASA , iar Forțele Aeriene i-au acordat lui Scott și Distincted Flying Cross.  Scott a fost promovat locotenent colonel, iar Armstrong a primit o majorare de 678 de dolari a salariului până la 21.653 dolari pe an (echivalent cu 170.626 dolari în 2019), ceea ce îl face astronautul cel mai bine plătit al NASA.

##### Gemini 11
Misiunea finală a lui Armstrong în programul Gemeni, el a fost pilotul de comandă de rezervă pentru Gemeni 11; acest lucru a fost anunțat la două zile după aterizarea Gemenilor 8. După ce s-a antrenat pentru două zboruri, Armstrong a fost destul de informat despre sisteme și a preluat un rol didactic pentru pilotul de rezervă de recenzie, William Anders.  Lansarea a avut loc la 12 septembrie 1966,  cu Conrad și Gordon la bord, care au îndeplinit cu succes obiectivele misiunii, în timp ce Armstrong a servit ca comunicator capsulă (CAPCOM). În urma zborului, președintele Lyndon B. Johnson i-a cerut lui Armstrong și soției sale să ia parte la un tur de bunăvoință de 24 de zile în America de Sud.  De asemenea, în turneu, care a avut loc în 11 țări și 14 orașe importante, au fost Dick Gordon, George Low, soțiile lor și alți oficiali guvernamentali. În Paraguay, Armstrong i-a întâmpinat pe demnitari în limba lor locală, guarani; în Brazilia a vorbit despre exploatările lui Alberto Santos-Dumont, născut în Brazilia.

###### Programul Appolo
La 27 ianuarie 1967 - ziua incendiului Apollo 1 - Armstrong a fost la Washington, D.C. cu Cooper, Gordon, Lovell și Scott Carpenter pentru semnarea Tratatului spațiului cosmic al Națiunilor Unite. Astronauții au discutat cu demnitarii adunați până la 18:45, când Carpenter a mers la aeroport, iar ceilalți s-au întors la Hanul Georgetown, unde au găsit fiecare mesaje pentru a telefona MSC. În timpul acestor apeluri, au aflat de moartea lui Gus Grissom, Ed White și Roger Chaffee în incendiu. Armstrong și grupul au petrecut restul nopții bând scotch și discutând ce se întâmplase. La 5 aprilie 1967, în aceeași zi în care ancheta Apollo 1 și-a publicat raportul final, Armstrong și alți 17 astronauți s-au adunat pentru o întâlnire cu Slayton. Primul lucru pe care Slayton l-a spus a fost: „Băieții care urmează să piloteze primele misiuni lunare sunt băieții din această cameră.”  Potrivit lui Cernan, doar Armstrong nu a manifestat nicio reacție la declarație. Pentru Armstrong nu a fost o surpriză - camera era plină de veterani ai Proiectului Gemeni, singurii oameni care puteau conduce misiunile lunare. Slayton a vorbit despre misiunile planificate și l-a numit pe Armstrong echipajului de rezervă pentru Apollo 9, care în acea etapă a fost planificat ca un test de orbită terestră medie a modulului lunar combinat și a modulului de comandă și serviciu.Desemnarea echipajului a fost anunțată oficial pe 20 noiembrie 1967.  Pentru colegii de echipaj, Armstrong a fost desemnat Lovell și Aldrin, de la Gemini 12. După întârzieri de proiectare și fabricație ale modulului lunar (LM), Apollo 8 și 9 au schimbat echipajele prime și de rezervă. Pe baza rotației normale a echipajului, Armstrong ar fi comandat Apollo 11,  cu o singură schimbare: Mike Collins din echipajul Apollo 8 a început să aibă probleme cu picioarele. Medicii au diagnosticat problema ca o creștere osoasă între a cincea și a șasea vertebră, necesitând o intervenție chirurgicală.  Lovell ia luat locul în echipajul Apollo 8 și, când Collins și-a revenit, s-a alăturat echipajului lui Armstrong.
Pentru a le oferi astronauților practica de pilotare a LM la coborârea sa, NASA a comandat Bell Aircraft să construiască două vehicule de cercetare a aterizării lunare (LLRV), completate ulterior cu trei vehicule de antrenament de aterizare lunară (LLTV). Poreclit „Flying Bedsteads”, ei au simulat a șasea gravitație a Lunii folosind un motor turboventilator pentru a susține cinci șesimi din greutatea navei. La 6 mai 1968, la 30 de metri deasupra solului, comenzile lui Armstrong au început să se degradeze și LLRV a început să ruleze. A expulzat în siguranță înainte ca vehiculul să lovească pământul și să izbucnească în flăcări. Analiza ulterioară a sugerat că, dacă ar fi expulzat jumătate de secundă mai târziu, parașuta nu s-ar fi deschis la timp. Singura lui vătămare a fost din mușcarea limbii. LLRV a fost complet distrus.  Chiar dacă a fost aproape ucis, Armstrong a susținut că fără LLRV și LLTV, aterizările lunare nu ar fi avut succes, deoarece le-au oferit comandanților experiență esențială în pilotarea navei de aterizare lunară. În plus față de antrenamentul LLRV, NASA a început antrenamentul simulatorului de aterizare lunară după finalizarea Apollo 10. Aldrin și Armstrong s-au antrenat pentru o varietate de scenarii care s-ar putea dezvolta în timpul unei aterizări lunare reale.  De asemenea, au primit informări de la geologi de la NASA.

###### Appolo 11
O rachetă Saturn V a lansat Apollo 11 din Complexul de lansare 39A la Centrul Spațial Kennedy pe 16 iulie 1969, la 13:32:00 UTC (09:32:00 ora locală EDT). Soția lui Armstrong, Janet și cei doi fii, priveau de pe un iaht ancorat pe râul Banana.  În timpul lansării, ritmul cardiac al lui Armstrong a atins un maxim de 110 bătăi pe minut.  El a găsit prima etapă cea mai tare, mult mai zgomotoasă decât lansarea Gemini 8 Titan II. Modulul de comandă Apollo a fost relativ spațios în comparație cu nava spațială Gemini. Niciunul dintre echipajele Apollo 11 nu a suferit de boală spațială, așa cum au suferit unii membri ai echipajelor anterioare. Armstrong s-a bucurat în mod deosebit de acest lucru, deoarece el era predispus la boli de mișcare în copilărie și putea experimenta greață după perioade lungi de acrobatie.
Obiectivul lui Apollo 11 era să aterizeze în siguranță pe Lună, mai degrabă decât să atingă într-o locație precisă. La trei minute de la coborârea lunară, Armstrong a remarcat faptul că craterele treceau cu aproximativ două secunde prea devreme, ceea ce însemna că Lunul Module Eagle va atinge probabil câteva mile (kilometri) dincolo de zona de aterizare planificată. Pe măsură ce radarul de aterizare al Eagle a dobândit suprafața, au sunat mai multe alarme de eroare ale computerului. Primul a fost o alarmă de cod 1202 și, chiar și cu instruirea lor extinsă, nici Armstrong și nici Aldrin nu știau ce înseamnă acest cod. Au primit imediat de la CAPCOM Charles Duke din Houston că alarmele nu erau o problemă; alarmele 1202 și 1201 au fost cauzate de revărsări executive în computerul de ghidare a modulului lunar. În 2007, Aldrin a spus că deversările au fost cauzate de propria sa listă de contracontrol de a lăsa radarul de andocare pornit în timpul procesului de aterizare, determinând computerul să proceseze date radar inutile. Când nu a avut suficient timp pentru a executa toate sarcinile, computerul a renunțat la cele cu prioritate inferioară, declanșând alarmele. Aldrin a spus că a decis să lase radarul aprins în cazul în care era nevoie de un avort la relocarea cu modulul de comandă Apollo; nu și-a dat seama că va provoca revărsări de procesare.
Când Armstrong a observat că se îndreptau către o zonă de aterizare care părea nesigură, el a preluat controlul manual al LM și a încercat să găsească o zonă mai sigură. Aceasta a durat mai mult decât era de așteptat și mai mult decât făcuseră majoritatea simulărilor.  Din acest motiv, Controlul Misiunii era îngrijorat de faptul că LM nu mai consuma combustibil.  La aterizare, Aldrin și Armstrong credeau că mai au 40 de secunde de combustibil, inclusiv valoarea de 20 de secunde care trebuia economisită în caz de avort.  În timpul antrenamentului, Armstrong aterizase, de mai multe ori, cu mai puțin de 15 secunde de combustibil; era, de asemenea, încrezător că LM ar putea supraviețui unei căderi de până la 15 metri. Analiza post-misiune a arătat că la touchdown mai rămâneau 45 - 50 de secunde de timp de ardere a combustibilului. Aterizarea pe suprafața Lunii a avut loc la câteva secunde după 20:17:40 UTC pe 20 iulie 1969. [118] Una dintre cele trei sonde de 67 inci (170 cm) atașate la trei dintre cele patru picioare ale LM au intrat în contact cu suprafața, o lumină de panou în LM luminată și Aldrin a strigat „Lumina de contact”. Armstrong a oprit motorul și a spus: „Oprire”. În timp ce LM s-a așezat la suprafață, Aldrin a spus: „Bine, opriți motorul”; apoi amândoi au strigat câteva articole din lista de verificare după aterizare. După o pauză de 10 secunde, Duke a recunoscut aterizarea cu „Te copiem, Eagle”. Armstrong a anunțat aterizarea către Controlul Misiunii și către lume cu cuvintele: „Houston, Baza de Liniște aici. Vulturul a aterizat”. Aldrin și Armstrong au sărbătorit cu o strângere rapidă de mână și cu mângâiere pe spate. Apoi au revenit la lista de verificare a sarcinilor de urgență, în cazul în care devine necesară o decolare de urgență. După ce Armstrong a confirmat contactul, Duke a recunoscut din nou, adăugând un comentariu despre ușurarea echipajului de zbor: „Roger, Liniște. Te copiem la sol. Ai o grămadă de tipi pe cale să devină albastră. Respirăm din nou. Mulțumim. mult. " În timpul aterizării, ritmul cardiac al lui Armstrong a variat între 100 și 150 de bătăi pe minut.

## Distincții
Armstrong a fost decorat de 17 țări. El a primit mai multe premii speciale:
1. "Medalia Prezidențială a Libertății"
2. "Medalia de Onoare a Congresului Spațial"
3. "Medalia Clubului de exploratori"
4. "Trofeul Memorial Robert H. Goddard"
5. "Premiul Chanute Octave"
6. "Premiul John J. Montgomery" [10]